# Sort enke pulsar
En sort enke pulsar er indenfor astronomien en millisekundpulsar med en lavmasse ledsager i en omløbsbane.
Pulsaren kaldes en sort enke pulsar fordi elektromagnetiske stråling og partikelstråling opvarmer ledsagerens overflade og føre i løbet af nogle millioner år til en fuldstænding fordampning af ledsageren.
Der er opdaget følgende sort enke pulsarer:
- PSR B1957+20
- PSR J1653-0158[1]